# Nežetice
Nežetice jsou malá vesnice, část města Trhové Sviny v okrese České Budějovice v Jihočeském kraji. Nachází se asi čtyři kilometry západně od Trhových Svinů. Nežetice leží v katastrálním území Březí u Trhových Svinů o výměře 5,54 km².

## Historie
První písemná zmínka o vesnici pochází z roku 1186.

## Obyvatelstvo
| Rok            | 1869 | 1880 | 1890 | 1900 | 1910 | 1921 | 1930 | 1950 | 1961 | 1970 | 1980 | 1991 | 2001 | 2011 | 2021 |
| -------------- | ---- | ---- | ---- | ---- | ---- | ---- | ---- | ---- | ---- | ---- | ---- | ---- | ---- | ---- | ---- |
| Počet obyvatel | 96   | 104  | 83   | 87   | 97   | 91   | 89   | 57   | 54   | 46   | 30   | 18   | 25   | 33   | 30   |
| Počet domů     | 17   | 17   | 18   | 16   | 19   | 19   | 19   | 19   | 19   | 12   | 12   | 10   | 16   | 19   | 19   |

## Obecní správa
Při sčítání lidu v letech 1850–1869 Nežetice byly osadou obce Březí v okrese Budějovice. V letech 1869–1886 byly osadou obce Otěvěk, ale v letech 1886–1964 byly znovu osadou obce Březí, se kterým patřily nejprve do okresu České Budějovice (v letech 1890–1910 Budějovice), ale v roce 1950 v okrese Trhové Sviny a od roku 1960 v okrese České Budějovice. Od 14. června 1964 do 30. června 1980 byly částí obce Něchov v okrese České Budějovice. Od 1. července 1980 jsou částí města Trhové Sviny v okrese České Budějovice.